# 黄集街道
黄集街道是中华人民共和国江苏省淮安市洪泽区下辖的一个街道办事处。
2014年10月16日，江苏省人民政府批复同意撤销黄集镇。以原黄集镇所辖区域设立黄集街道办事处，街道办事处驻黄集居委会黄河路1号。

## 行政区划
黄集街道下辖以下村级行政区划单位：
黄集社区、双涧村、仇石村、龙港村、曹圩村、娄赵村、良河村和墩口村。